# 城巴25R線
城巴25R線曾是香港一條來往金鐘（東）和灣仔（會展新翼）的專利巴士路線，於2008年8月6日至2008年9月13日期間提供服務。
因應香港會議展覽中心擴建工程，來往新舊翼間的天橋被封閉，因此城巴特別增設本路線，以方便前往會展新翼參觀展覽的人士。
本線與1999年2月5日至3月11日開辦的新巴20R線大致相同。

## 歷史
- 2008年8月6日：投入服務。
- 2008年9月13日：服務期間結束。

## 收費
- 全程：$2.5
  - 12歲以下小童及60歲以上長者半價

## 途經街道

### 行車路線
金鐘（東）開出，途經以下街道：

樂禮街、德立街、添馬街、夏慤道、添美道、龍匯道、分域碼頭街、會議道及博覽道。
會展新翼開出，途經以下街道：

博覽道、會議道、分域碼頭街、夏慤道天橋、美利道、金鐘道、添馬街、德立街。

## 沿途各站
| 金鐘（東）開出，停靠以下車站 | 金鐘（東）開出，停靠以下車站 | 金鐘（東）開出，停靠以下車站 |
| ---------------------------- | ---------------------------- | ---------------------------- |
| 車站                         | 車站名稱                     | 位置                         |
| 1                            | 金鐘（東）巴士總站           |                              |
| 2                            | 灣仔會展新翼（博覽道中）     | 博覽道中                     |

| 會展新翼開出，停靠以下車站 | 會展新翼開出，停靠以下車站 | 會展新翼開出，停靠以下車站 |
| -------------------------- | -------------------------- | -------------------------- |
| 車站                       | 車站名稱                   | 位置                       |
| 1                          | 灣仔會展新翼（博覽道）     | 博覽道                     |
| 2                          | 金鐘（東）巴士總站         |                            |

## 路線服務資料
本路線乃臨時替代路線，只在2008年8月6日至9月13日提供服務。25R提供15分鐘一班的點到點不停站服務。

### 不設服務之日期
- 以下日子不設25R服務：
  - 8月11日、8月13日、8月19日
  - 9月1日、9月2日、9月11日

### 服務時間
以下為提供服務期間，每日之服務時間。有關更詳盡的服務時間表，可參閱貼在巴士站的時間表或 其pdf版本 （页面存档备份，存于）。

#### 金鐘（東）開出
- 8月6日：09:00 - 20:45（鋼鐵長城－新中國國防和軍隊建設成就展）
- 8月7日：09:00 - 23:45
- 8月8日及8月9日：09:00 - 20:45
- 8月10日：09:00 - 23:45（暖流送四川慈善演唱會）
- 8月12日：08:00 - 19:00
- 8月14日至8月17日：09:00 - 22:45（美食博覽）
- 8月18日：09:00 - 20:45（美食博覽）
- 8月20日：09:00 - 20:45
- 8月21日：08:00 - 20:45
- 8月22日至8月24日：09:00 - 23:45（香港電腦通訊節）
- 8月25日：08:00 - 20:45
- 8月26日：17:00 - 23:45（陳奕迅演唱會）
- 8月27日：09:00 - 22:45
- 8月28日及8月29日：17:00 - 23:45
- 8月30日：09:00 - 23:45
- 8月31日：09:00 - 20:45
- 9月3日至9月9日：09:00 - 19:15
- 9月10日及9月12日：09:00 - 00:15
- 9月13日：09:00 - 19:15

#### 會展新翼開出
- 8月6日：09:15 - 21:00（鋼鐵長城－新中國國防和軍隊建設成就展）
- 8月7日：09:15 - 00:00
- 8月8日及8月9日：09:15 - 21:00
- 8月10日：09:15 - 00:00（暖流送四川慈善演唱會）
- 8月12日：08:15 - 19:15
- 8月14日至8月17日：09:15 - 23:00（美食博覽）
- 8月18日：09:15 - 21:00（美食博覽）
- 8月20日：09:15 - 21:00
- 8月21日：08:15 - 21:00
- 8月22日至8月24日：09:15 - 00:00（香港電腦通訊節）
- 8月25日：08:15 - 21:00
- 8月26日：17:15 - 00:00（陳奕迅演唱會）
- 8月27日：09:15 - 23:00
- 8月28日及8月29日：17:15 - 00:00
- 8月30日：09:15 - 00:00
- 8月31日：09:15 - 21:00
- 9月3日至9月9日：09:15 - 19:30
- 9月10日及9月12日：09:15 - 00:30
- 9月13日：09:15 - 19:30

## 外部連結
- 城巴/新巴網頁－25R線資料 （页面存档备份，存于）